# Ист Грифин (Џорџија)
Ист Грифин (енгл. East Griffin) насељено је место без административног статуса у америчкој савезној држави Џорџија.

## Демографија
По попису из 2010. године број становника је 1.451, што је 184 (-11,3%) становника мање него 2000. године.
| Група             | 2000.         | 2010.       |
| Белци             | 1.362 (83,3%) | 967 (66,6%) |
| Афроамериканци    | 194 (11,9%)   | 395 (27,2%) |
| Азијати           | 7 (0,4%)      | 0 (0,0%)    |
| Хиспаноамериканци | 42 (2,6%)     | 59 (4,1%)   |
| Укупно            | 1.635         | 1.451       |